# Santa Cecilia de Trasancos

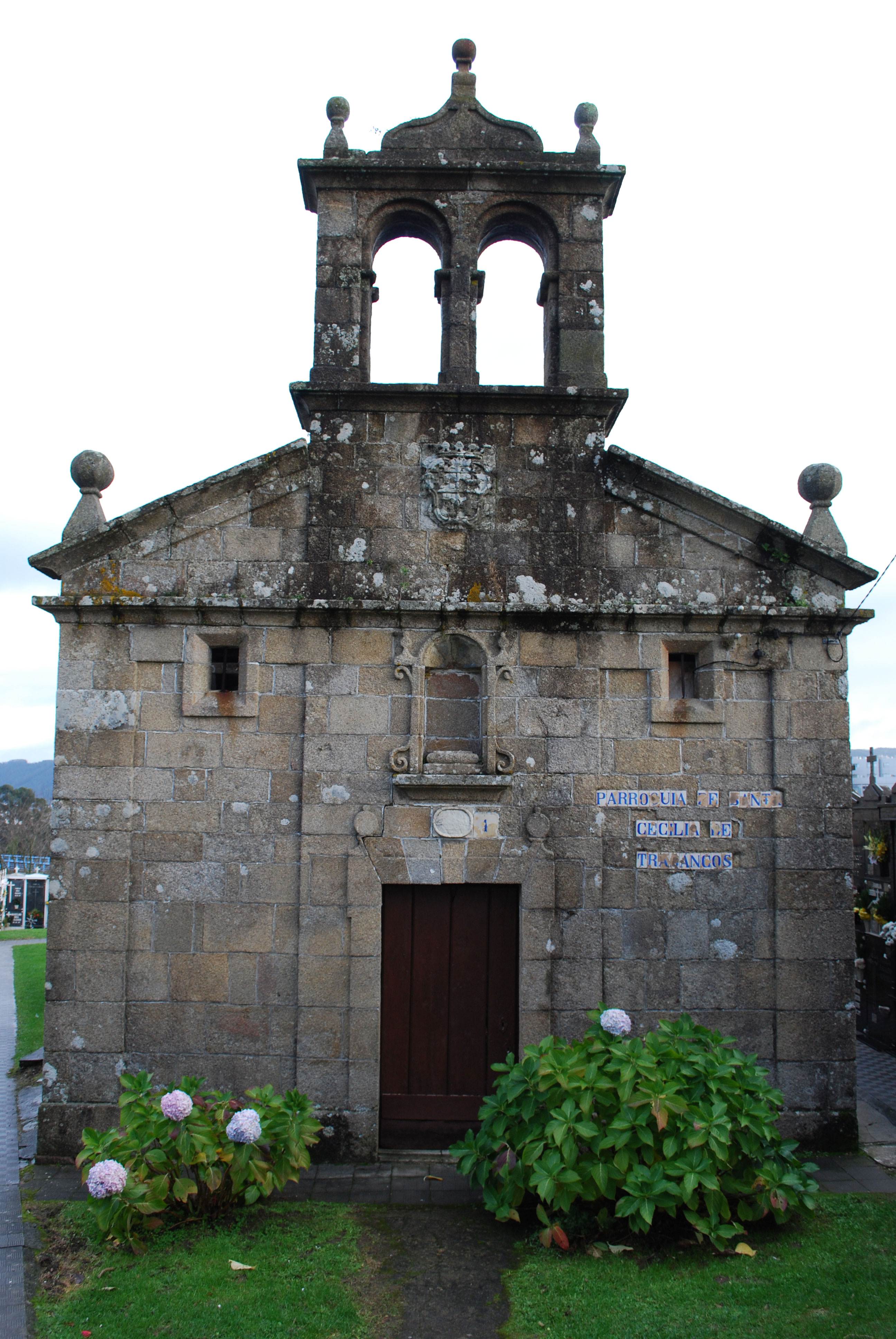
Església de Santa Cecilia de Trasancos

Santa Cecilia de Trasancos és una parròquia del municipi gallec de Ferrol, a la província de la Corunya.
Apareix citada per primer cop en un document del monestir de San Martiño de Xuvia de l'any 1087. Entre el seu patrimoni destaquen l'església de Santa Cecilia, el Pazo do Monte i el pont sobre el riu Freixeiro.
L'any 2015 tenia 671 habitants agrupats en 10 entitats de població: Beleicón, Calvario, Castro, Espiño, Fonteiroa, A Pallota, A Pega, A Rega, O Souto de San Pedro i Vinculeiro.